# Àlgebra de Heyting
En matemàtiques, les  àlgebres de Heyting  (El seu creador va ser Arend Heyting) són conjunts parcialment ordenats especials que constitueixen una generalització de les àlgebres de Boole. Les àlgebres de Heyting es presenten com a models de la lògica intuïcionista, una lògica en la qual la llei del tercer exclòs no val, en general. Les àlgebres completes de Heyting són un objecte central d'estudi en topologia sense punts.

## Definicions formals
Una àlgebra de Heyting  H  és un reticle tancat tal que per a tot  a  i  b  en  H  hi ha un major element  x  de  H  tal que  a ^ x  ≤  b . Aquest element es diu el  pseudo-complement relatiu  de  a  pel que fa a  b , i és denotat  a  ⇒  b  (oa  ⇒  b ).
Una definició equivalent pot ser donada considerant les funcions  f    a  :  H  →  H  definits per  f    a   ( x ) =  a ^x, per a algun  a  (fix) en  H . Un reticle acotat  H  és una àlgebra de Heyting si i només si totes les funcions  f    a   són l'adjunt inferior d'una connexió de Galois monòtona. En aquest cas els adjunts superiors respectius  g    a   són donats per  g    a   ( x ) =  a  ⇒  x , on ⇒ es defineix com a dalt.
Una àlgebra completa de Heyting és una àlgebra de Heyting que és un reticle complet.
En qualsevol àlgebra de Heyting, un pot definir  pseudo-complement  ¬  x  d'un cert element  x  fent ¬  x  =  x  ⇒ 0, on 0 és el menor element de l'àlgebra de Heyting.
Un element  x  d'una àlgebra de Heyting es diu  regular  si  x  = ¬ ¬  x .

## Propietats
Les àlgebres de Heyting són sempre distributives. Això s'estableix de vegades com axioma, però de fet se segueix de l'existència de pseudo-complements relatius. La raó és que sent^l'adjunt inferior d'una connexió de Galois, preserva tots els suprems existents. Distributivitat és precisament la preservació dels suprems binaris per^.
A més, per un argument similar, la llei distributiva infinita següent se sosté en qualsevol àlgebra completa de Heyting:
 x ^V  I  = V{ x ^ i :  i  en I},
per a qualsevol element  x  en  H  i qualsevol subconjunt  I  de  H .
No tota àlgebra de Heyting satisfà les dues lleis de De Morgan. No obstant això, les proposicions següents són equivalents per a totes les àlgebres de Heyting  H :
1. H  satisfà ambdues lleis de De Morgan.
2. ¬ ( x ^ i ) = ¬  x  v ¬  i , per a tot  x ,  i  en  H .
3. ¬  x  v ¬ ¬  x  = 1 per a tot  x  en  H .
4. ¬ ¬ ( x  v  i ) = ¬ ¬  x  v ¬ ¬  i  per a tot  x ,  i  en  H .

El seudocomplemento d'un element  x  de  H  és el suprem del conjunt{ i :  i ^ x  = 0}i pertany a aquest conjunt (és a dir  x ^¬  x  = 0). Les àlgebres booleanes són exactament aquestes àlgebres de Heyting en les quals  x  = ¬ ¬  x  per a tot  x , o, equivalentment, en el qual  x  v ¬  x  = 1 per a tot  x . En aquest cas, l'element  a  ⇒  b  és igual al ¬  a  v  b .
En qualsevol àlgebra de Heyting, el menor i major elements 0 i 1 són regulars. A més, els elements regulars de qualsevol àlgebra de Heyting constitueixen una àlgebra booleana.

## Exemples
- Cada conjunt totalment ordenat que és un reticle fitat és també una àlgebra completa de Heyting, on ¬ 0 = 1 i ¬  a  = 0 per a tot  a  amb excepció de 0.

- Cada topologia proporciona una àlgebra completa de Heyting en forma del seu reticle d'oberts. En aquest cas, l'element A ⇒ B és l'interior de la unió de Ac i B, on Ac denota el complement del conjunt obert A. No totes les àlgebres completes de Heyting són d'aquesta forma. Aquests temes s'estudien en topologia sense punts, on les àlgebres completes de Heyting també es diuen  marcs  o  locals .

- L'àlgebra de Lindenbaum de la lògica intuicionista proposicional és una àlgebra de Heyting. Es defineix com el conjunt de tots els fórmules de la lògica proposicional, ordenat  via  el condicional lògic: per a qualssevol dues fórmules F i G tenim F ≤ G si i només si F|= G. En aquesta etapa ≤ és simplement un pre-ordre que indueix un ordre parcial que és l'àlgebra desitjada de Heyting.